# Bertha Augusti
Bertha Augusti geborene Schöler (* 2. Juni 1827 in Köln; † 12. Dezember 1886 in Koblenz) war eine deutsche Schriftstellerin.

## Leben
Bertha Augusti wurde 1827 als Tochter des promovierten Justizrates Schöler in Köln geboren. Im Jahr 1849 heiratete sie den Amtsgerichtsassesor Karl Wilhelm Ernst Augusti und zog mit ihm nach Koblenz. Der Ehe entstammen zwei Kinder. Ihr Mann, der in Koblenz als Richter am königlichen Landgericht tätig war, verstarb bereits 1858.
Obwohl sie sich schon früh für die Poesie interessierte, begann sie erst in den Jahren nach dem Tod ihres Ehemannes zu schreiben und veröffentlichte Novellen und Erzählungen für Mädchen. Durch ihre Schwester Caroline „Lina“ Schöler kam sie in Kontakt mit Karl Marx und seiner Frau Jenny, die die Schriftstellerin 1877 besuchten. Bertha Augusti starb 1886 in Koblenz an einer Herzlähmung.

## Werke
- Feldblumen. Ein Novellenstrauß (1872)[1]
- Licht und Schatten. Erzählungen. Kühtmann, Bremen 1876.
- Lebensmosaik. Novelle. Hallberger, Stuttgart/Leipzig 1878. (Digitalisat)
- Ein verhängnisvolles Jahr. Roman in zwei Teilen. 1879. Neuausgabe 1989,  Koblenzer Beiträge zur Geschichte und Kultur; [N.F., 1] ISBN 978-3-920388-04-5
- Das Bildnis. Novelle (1881)[2]
- Die Fremde. Novelle (1882)[3]
- Agnes von Flören (1882)[4]
- Erinnerungsblätter aus dem Leben einer deutschen Frau. Ahn, Köln/Leipzig 1887.
- Elisabeth. Eine Erzählung für junge Mädchen. Schreiber, Berlin 1888.